# Małaszewicze
Małaszewicze is een plaats in het Poolse district  Bialski, woiwodschap Lublin. De plaats maakt deel uit van de gemeente Terespol en telt 4000 inwoners.

## Verkeer en vervoer
- Station Małaszewicze